# Evarcha infrastriata
Evarcha infrastriata là một loài nhện trong họ Salticidae.
Loài này thuộc chi Evarcha. Evarcha infrastriata được Eugen von Keyserling miêu tả năm 1881.